# Équipe du pays de Galles de rugby à XV à la Coupe du monde 1991
L'Équipe du pays de Galles de rugby à XV à la Coupe du monde 1991 termine troisième de sa poule de qualification, après avoir été battue par l'équipe d'Australie et l'équipe des Samoa.

## Liste des joueurs
Les joueurs suivants ont joué pendant cette coupe du monde 1991.

### Première ligne
- Mike Griffiths
- Garin Jenkins
- Ken Waters
- Laurance Delaney

### Deuxième ligne
- Phil May
- Kevin Moseley
- Paul Arnold

### Troisième ligne
- Emyr Lewis
- Richie Collins
- Phil Davies
- Richard Webster
- Martyn Morris

### Demi de mêlée
- Robert Jones

### Demi d’ouverture
- Mark Ring

### Trois-quarts centre
- Mike Hall
- Scott Gibbs

### Trois-quarts aile
- Ieuan Evans (capitaine)
- Arthur Jones

### Arrière
- Tony Clement

## Les résultats: matchs de Poule C et classement final
| Rang | Pays           | J | V | N | D | Pm | Pe | Diff | Pts |
| ---- | -------------- | - | - | - | - | -- | -- | ---- | --- |
| 1    | Australie      | 3 | 3 | 0 | 0 | 79 | 27 | +52  | 9   |
| 2    | Samoa          | 3 | 2 | 0 | 1 | 54 | 34 | +20  | 7   |
| 3    | Pays de Galles | 3 | 1 | 0 | 2 | 34 | 61 | -27  | 5   |
| 4    | Argentine      | 3 | 0 | 0 | 3 | 38 | 83 | -45  | 3   |

| 6 octobre 1991 | Samoa | 16 – 13 | Pays de Galles |  |
| 6 octobre 1991 |       |         |                |  |
| 6 octobre 1991 |       |         |                |  |

| 9 octobre 1991 | Pays de Galles | 17 – 7 | Argentine |  |
| 9 octobre 1991 |                |        |           |  |
| 9 octobre 1991 |                |        |           |  |

| 12 octobre 1991 | Australie | 38 – 3 | Pays de Galles |  |
| 12 octobre 1991 |           |        |                |  |
| 12 octobre 1991 |           |        |                |  |

## Statistiques

### Meilleurs marqueurs d'essais
- Ieuan Evans, Arthur Jones et Paul Arnold : 1 essai

### Meilleur réalisateur
- Mark Ring : 17 points